# Indigofera astragalina
Indigofera astragalina är en ärtväxtart som beskrevs av Dc. Indigofera astragalina ingår i släktet indigosläktet, och familjen ärtväxter. Inga underarter finns listade i Catalogue of Life.

## Bildgalleri

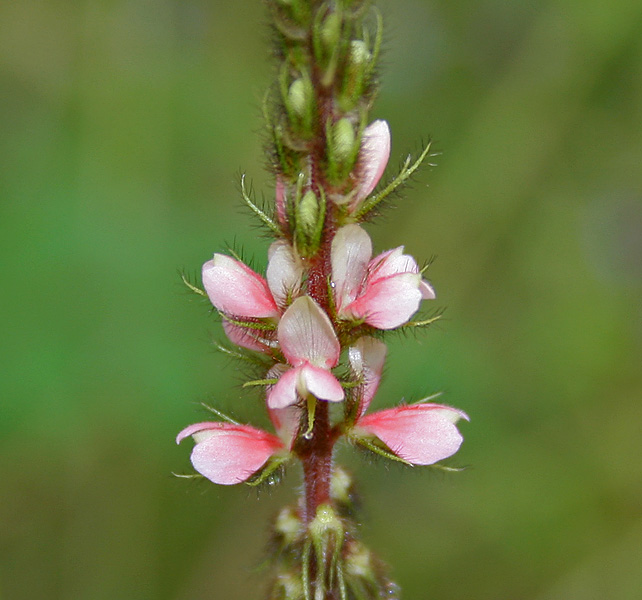
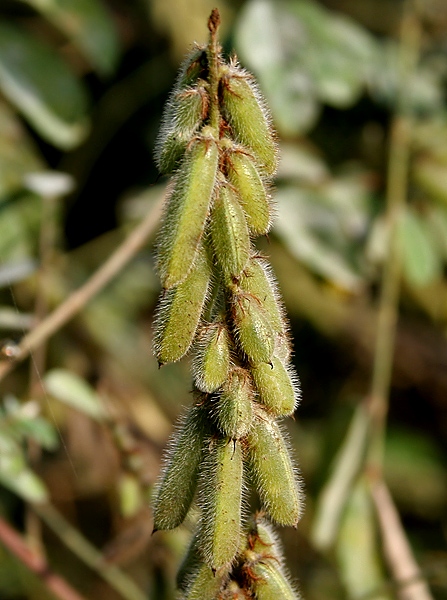
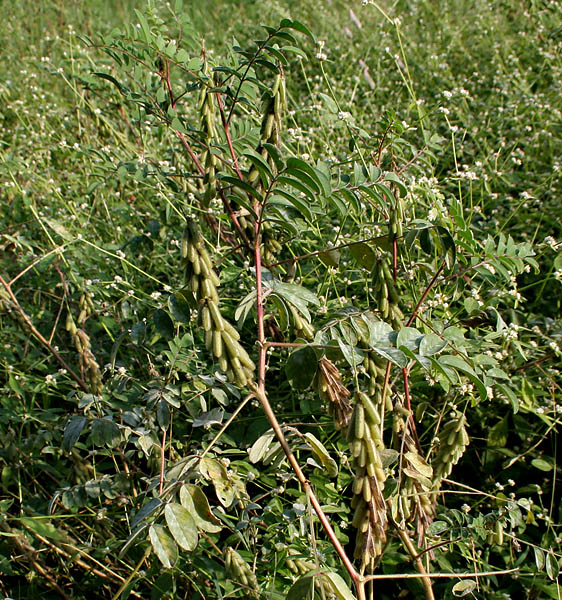
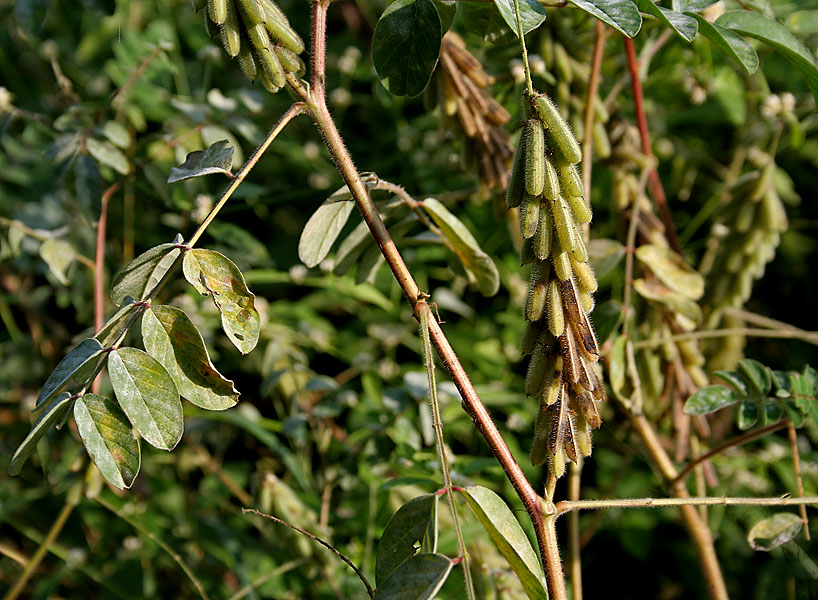